# Campeonato Mundial de Ciclismo en Ruta de 1976

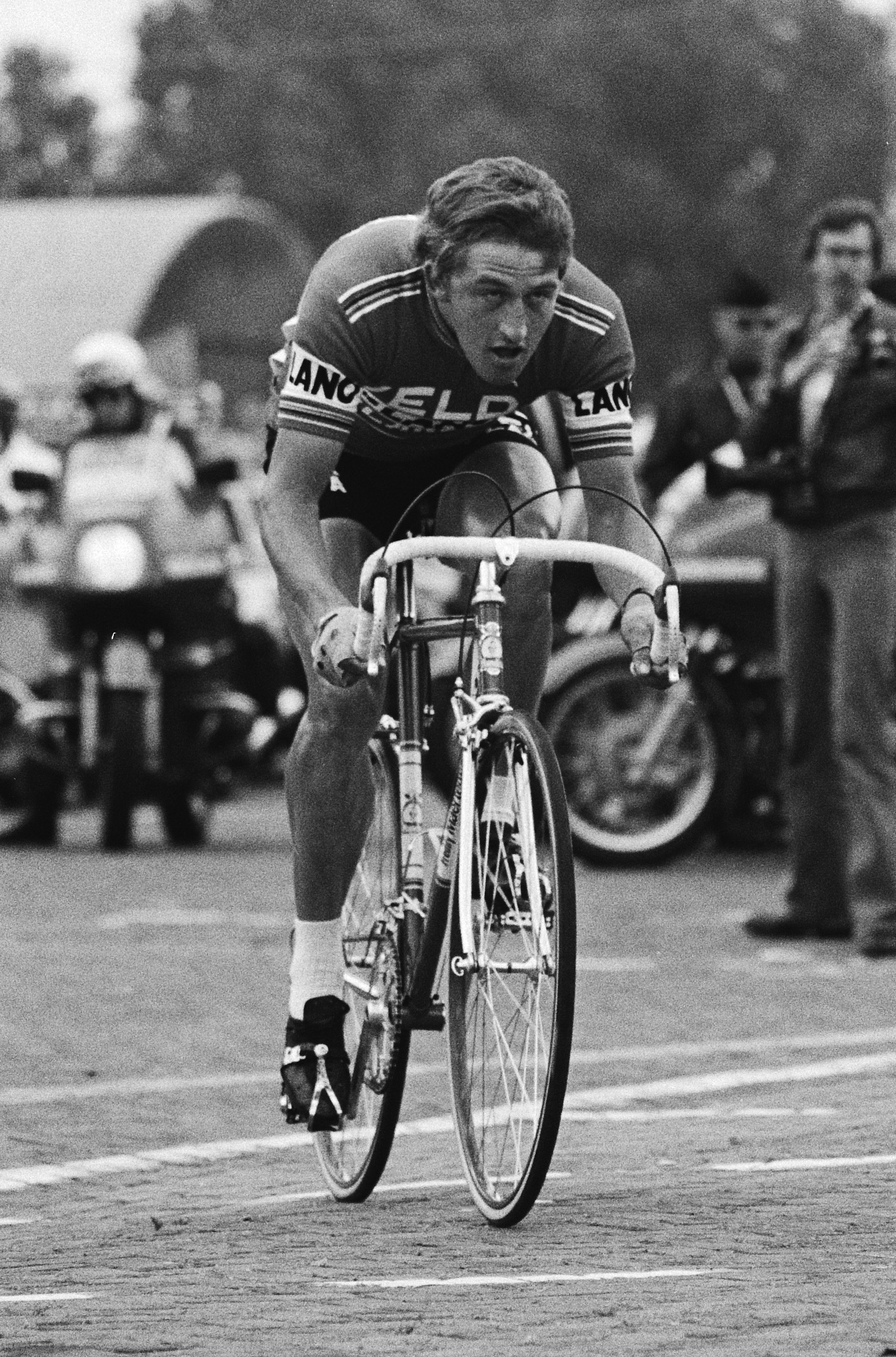
Freddy Maertens durante el prólogo del Tour de Francia de 1978.

Los Campeonatos del mundo de ciclismo en ruta de 1976 se celebró en la circuito italiana de Ostuni del 5 de septiembre y 6 de septiembre de 1976. Al ser año olímpico, todos los eventos olímpicos sirvieron como campeonatos del mundo, dejando sólo la carrera profesional de carretera y la prueba femenina por disputarse.

## Resultados
| Evento                     | Oro                                   | Oro        | Plata                    | Plata | Bronce                    | Bronce |
| -------------------------- | ------------------------------------- | ---------- | ------------------------ | ----- | ------------------------- | ------ |
| Pruebas masculinas         |                                       |            |                          |       |                           |        |
| Hombres - carrera en línea | Freddy Maertens · Bélgica             | 7.06'10"   | Francesco Moser · Italia | m.t.  | Tino Conti · Italia       | +11"   |
| Pruebas femeninas          |                                       |            |                          |       |                           |        |
| Mujeres - carrera en línea | Keetie van Oosten-Hage · Países Bajos | 1h 39' 14" | Luigina Bissoli · Italia | m.t.  | Yvonne Reynders · Bélgica | m.t.   |